# 日本サッカー名蹴会
一般社団法人 日本サッカー名蹴会（にほんサッカーめいしゅうかい、Legend Players Club）は、日本においてサッカー選手としてプレーした一部の者による社団法人。

## 概要
野球における日本プロ野球名球会に相当する。サッカー日本代表経験者のラモス瑠偉・金田喜稔・木村和司・柱谷哲二・井原正巳・中山雅史・藤田俊哉の7人が発起人。2010年9月27日に発足記者会見が行われた。運営にあたっては日本青年会議所の全面協力を受けるとしている。
強制入会ではないため、入会基準を満たす者（公式発表では58名）のうち入会の意思を示しているのは発足時点で24名。

## 入会基準
以下の三つのうち一つを満たす必要がある。
- 国際Aマッチ50試合出場
- 日本サッカーリーグ（JSL）とJリーグ発足前の海外リーグでの出場試合数合計200試合以上
- Jリーグ（J1）と海外一部リーグ（FIFAランキング50位以内の国）での出場試合数合計400試合以上

国籍を「日本」に限定していないため、いわゆる助っ人でJリーグやJSLに移籍した外国人選手も対象になるはずである（ジーコ、ドラガン・ストイコビッチ、フリスト・ストイチコフ、オスカーなど）が、それらを含めると公式発表の有資格者数を大きくオーバーしてしまうため、外国籍選手の入会が可能なのかどうかは不明である。また外国籍選手を除いたとしてもメディアの調査によれば有資格者は60名おり、公式発表と数字にずれが生じている。

## 活動内容
サッカーを通じた社会貢献を目指し、Jリーグ選手OB会とも連携してサッカー教室やチャリティーイベントなどを主催する予定。

## 発足メンバー
- 名誉会長：森孝慈
- 会長：金田喜稔
- 副会長：ラモス瑠偉、都並敏史、井原正巳
- メディア広報部長：堀池巧